# ペドロ・カスティジョ
ホセ・ペドロ・カスティジョ・テロネス（José Pedro Castillo Terrones、1969年10月19日 - ）は、ペルーの政治家。2021年7月より同国大統領（第63代）を務めていたが、2022年12月7日に弾劾され失職した。政界入りする前は教師を務めていた。

## 来歴
2017年、教師数千人を率いて長期にわたる全国ストライキを敢行するまで全く無名の教育者であった。その後、急進左派の小政党ペルー・リブレ党を率いて、2021年ペルー大統領選挙に立候補。当初は知名度の低さや未知数な政治的手腕が批判され支持率は低迷したが、選挙戦終盤に向けて次第に上昇。最終的には最有力候補であったケイコ・フジモリを決選投票で下して第63代大統領となった。
組閣に当たっては急進左派のグイド・ベリドを首相に据えるなど、30年以上続いていた中道もしくは右派による政治体制と一線を画す体制を採った。しかし、議会は右派を中心とした野党が過半数以上を占めていること、軍部も左派には批判的であったことから、政治的経験の浅い閣僚の発言を契機とする更迭が相次いだほか、ペリド首相も2カ月持たずに辞任に追い込まれるなど政権は早々に行き詰まりを見せた。後継のミルタ・バスケス首相とも意見が対立して4カ月で辞任され、2022年2月1日に穏健派のエクトル・バレ議員を首相に起用したが直後にバレが妻と娘に暴力を振るっていた過去が明らかとなり2月4日に政府を再構成すると表明、バレを事実上解任した（翌5日に本人が辞任を表明）。2月8日にアニバル・トーレス法務・人権相を新首相に任命したが、急激なインフレで政府の支持率は低迷。カスティジョの元側近が汚職疑惑で捜査される中、トーレスは半年後の7月3日に辞任を表明したがカスティジョは7月5日にこれを却下し、直後に外相、財務相など主要閣僚を含む内閣改造人事を発表した。
トーレス内閣は憲法改正を伴う国民投票を実施するには議会の承認を必要と定めた法律（法律第31399号）を廃止することを目論んだが野党が多数を占める議会で実現する目処は立たず、トーレスは2022年11月17日に内閣信任を問う投票を実施するよう求めたが議会は24日にこれを拒否（信任投票が2回拒否されれば憲法規定により議会は解散される）。トーレスはこれを不信任と見做すと表明し辞表を提出、同日深夜にカスティジョはこれを承認したと発表した。

### 大統領弾劾
2021年12月7日、野党が「道徳的な能力の欠如」を理由に求めたカスティジョに対する弾劾の提案について投票を行い、議会（130議席）で反対が76票、賛成は46票にとどまり、反対多数で否決した。しかしその後、別の野党が再びカスティジョに対する弾劾裁判の提案を行い、2022年3月14日に行われた投票では賛成76、反対41票で手続き開始が承認されたが、29日の罷免決議案採決では賛成55、反対54票、残りは棄権などとなり、可決に必要な87票に届かなかったためカスティジョは失職を免れた。
2022年12月1日、議会はカスティジョに対する弾劾裁判の手続き開始を賛成73、反対32、棄権6票で承認し、カスティジョに対する憲法違反の告発を審議することを決定。12月7日、議会における弾劾が審議される数時間前にカスティジョは議会を解散して大統領令による統治を開始し、2023年9月までに議会選挙を行うことと表明。議会は大統領決定を認めずカスティジョを解任し、ディナ・ボルアルテ副大統領を新大統領とすることを賛成101、反対6、棄権10票で決定。ベッツィー・チャベス首相をはじめ閣僚は辞任し、カスティジョは失職した直後に亡命のためメキシコ大使館へ向かったが途中で国家警察に反逆容疑で拘束され、首都リマ近郊の警察施設に収監された。
罷免直後から、ペルー国内ではカスティジョ罷免に対する抗議運動やデモが各地で発生。関連死を含めて20人以上が死亡する混乱が生じた。